# 3月21日 (旧暦)
旧暦3月21日は旧暦3月の21日目である。六曜は大安である。

## できごと
- 大宝元年（ユリウス暦701年5月3日） - 対馬からの金の献上により大宝に改元
- 寛仁3年（ユリウス暦1019年4月28日） - 藤原道長が出家。無量寿院の造営に着手する
- 元久元年（ユリウス暦1204年4月26日） - 三日平氏の乱。平賀朝雅が伊賀・伊勢の平氏の残党を平定
- 慶長17年（グレゴリオ暦1612年4月21日） - 江戸幕府が幕府直轄領にキリシタン禁教令を発令。翌年全国に拡大

## 忌日
- 承和2年（ユリウス暦835年4月22日） - 空海[1]（弘法大師）、真言宗開祖（* 774年）
- 嘉祥3年（ユリウス暦850年5月6日） - 仁明天皇、54代天皇（* 810年）
- 慶安3年（グレゴリオ暦1650年4月21日） - 柳生三厳（柳生十兵衛）、剣術家（* 1607年）
- 文政5年（グレゴリオ暦1822年5月12日） - 松平斉恒、第8代松江藩主（* 1791年）
- 元治元年（グレゴリオ暦1864年4月26日） - 堀田正睦、江戸幕府老中（* 1810年）